# U-Bahnhof Gemeinschaftshaus
Der U-Bahnhof Gemeinschaftshaus (Abkürzung: GE) ist der zweite U-Bahnhof der Nürnberger U-Bahn und wurde am 1. März 1972 eröffnet. Er ist 494 m vom U-Bahnhof Langwasser Mitte und 442 m vom U-Bahnhof Langwasser Süd entfernt und wird von der Linie U1 bedient. Zu Beginn hieß der Bahnhof Langwasser-Gemeinschaftshaus, woran die Schriftzüge auf den Wänden und Bahnsteigschildern noch immer erinnern. Täglich wird er von rund 8600 Fahrgästen genutzt (Mo–Fr, 2019).
Das Gemeinschaftshaus in Langwasser wurde als kulturelle Einrichtung und Begegnungsstätte am 28. November 1968 eröffnet. Dort finden unterschiedliche Veranstaltungen statt und es dient als Treffpunkt für diverse Freizeitaktivitäten.

## Lage

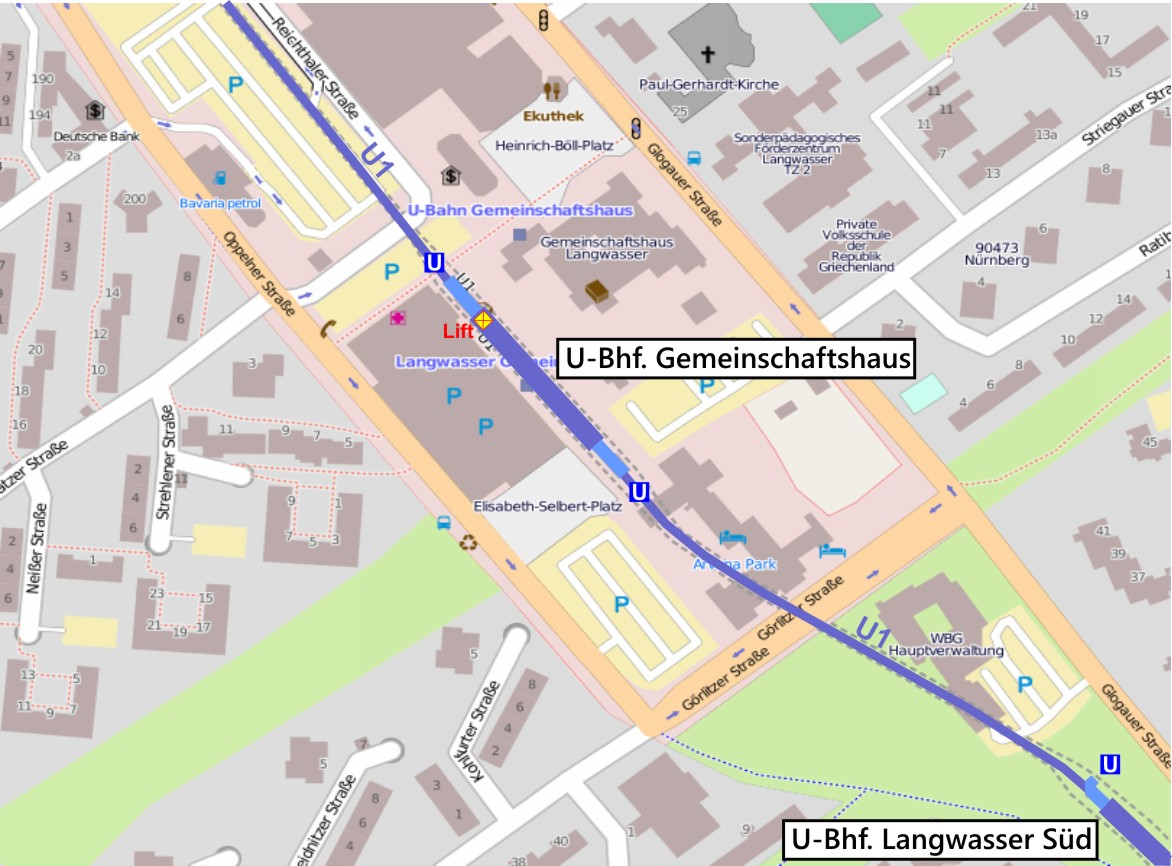
Lageplan U-Bahnhof Gemeinschaftshaus

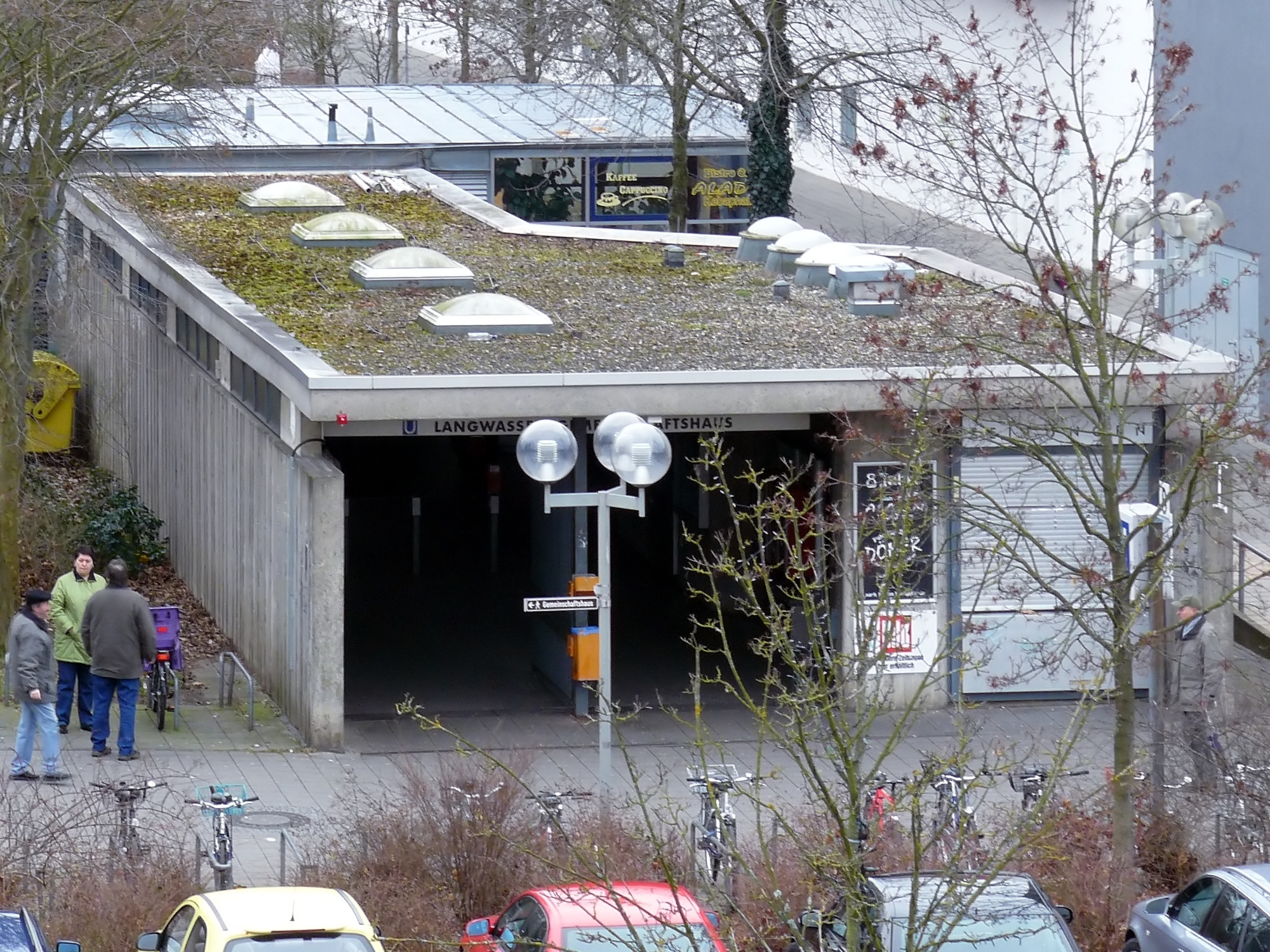
Nordausgang

Der Bahnhof liegt im Nürnberger Stadtteil Langwasser und erstreckt sich unterirdisch in Nordwest-Südost-Ausrichtung zwischen Heinrich-Böll- und Elisabeth-Selbert-Platz. Die beiden Aufgänge führen ebenso wie der sich am nördlichen Bahnsteigkopf befindende Aufzug direkt in die Fußgängerzone zwischen den beiden Plätzen.
In direkter Umgebung des Bahnhofs befindet sich das Gemeinschaftshaus Langwasser, eine 1969 eröffnete Kultur- und Begegnungsstätte, die vom Amt für Kultur und Freizeit der Stadt Nürnberg als einer von elf Kulturläden betrieben wird. 

## Bauwerk und Architektur
Die Bauarbeiten für das Bahnhofsbauwerk begannen 1967 und wurden in offener Bauweise ausgeführt. Der Aufzug am Nordkopf wurde im Jahre 1984 nachgerüstet.
Die Gestaltung des Bahnhofs als Zweckbau entspricht dem Stil der 1960er Jahre. Die mit Keramikfliesen gekachelten Bahnsteigwände sind vom Boden bis auf Höhe der Bahnsteigkante grau und anschließend bis zur Decke weiß, lediglich das Band mit dem Haltestellennamen ist in grün mit weißer Schrift gehalten. Die quadratischen Deckenstützen sind ebenfalls weiß gekachelt.
Im Zuge der Sanierungsarbeiten der VAG Nürnberg soll auch dieser Bahnhof noch im Jahr 2018 modernisiert werden.[veraltet]

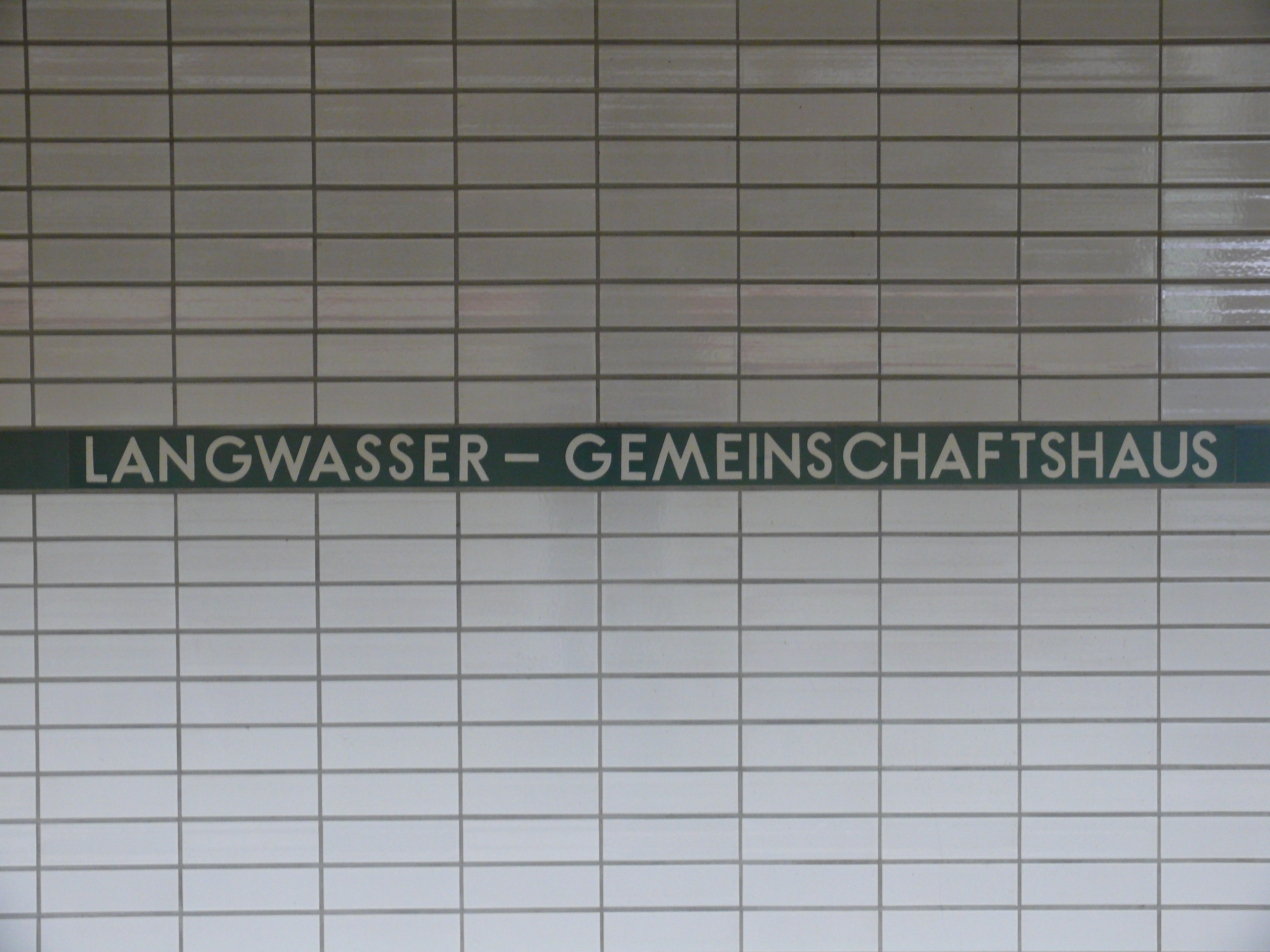
Stationsname
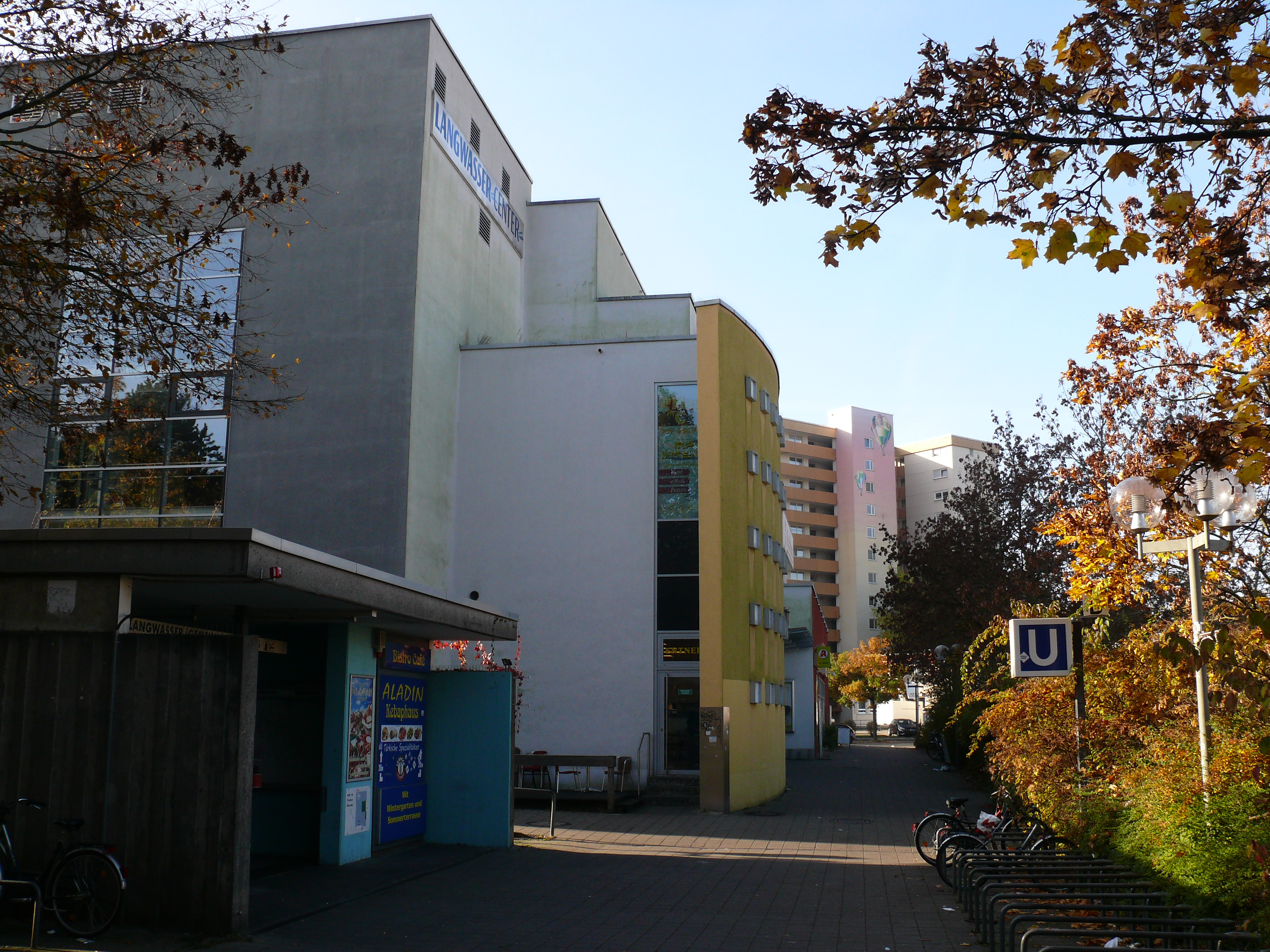
Zugang am Langwasser-Center
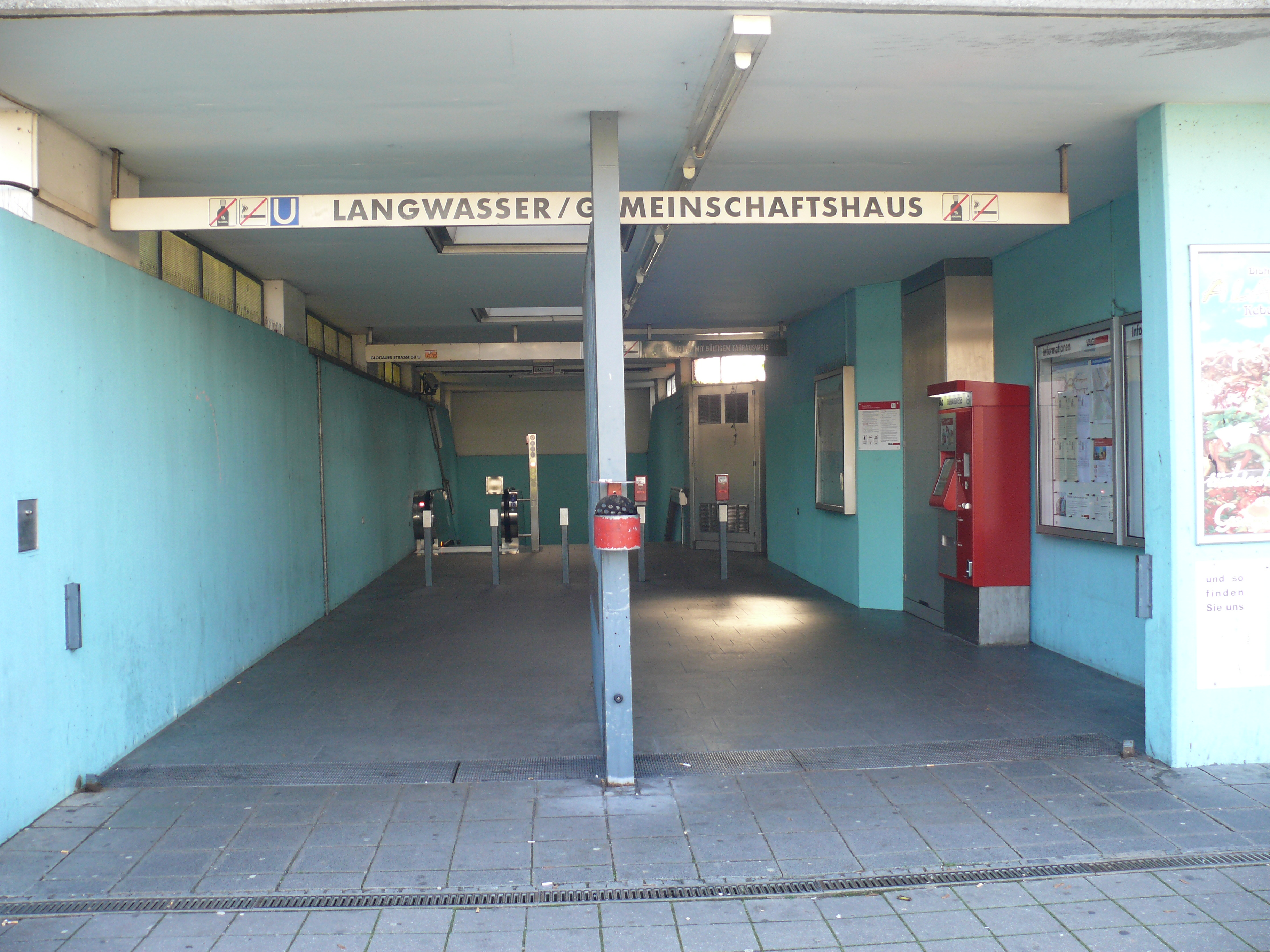
Blick ins Zugangsgebäude
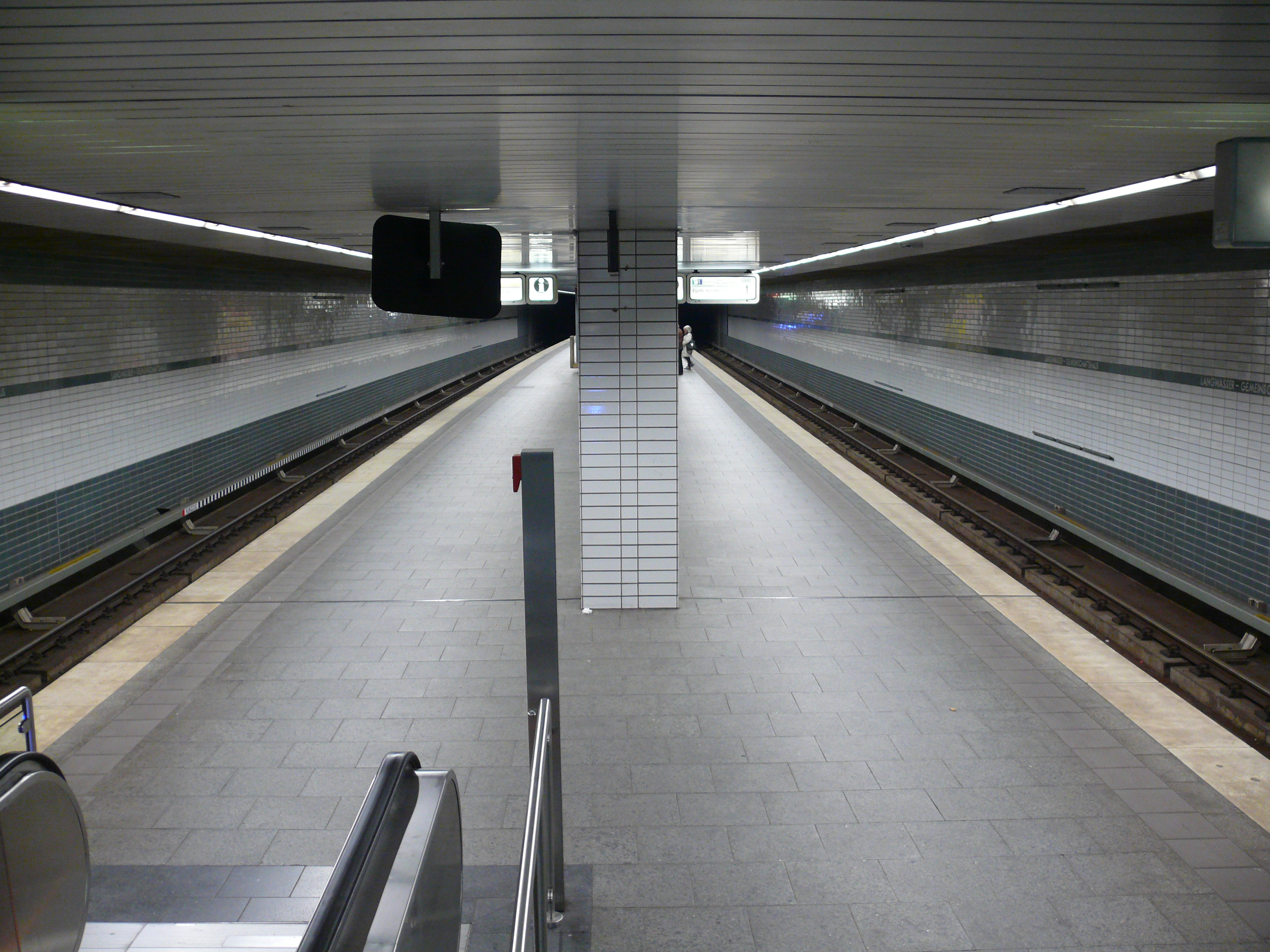
Bahnsteigebene

## Linien
| Linie | Verlauf | Takt |
| ----- | --- | --- |
| U1    | Langwasser Süd – Gemeinschaftshaus – Langwasser Mitte – Scharfreiterring – Langwasser Nord – Messe – Bauernfeindstraße – Hasenbuck – Frankenstraße – Maffeiplatz – Aufseßplatz – Hauptbahnhof – Lorenzkirche – Weißer Turm – Plärrer – Gostenhof – Bärenschanze – Maximilianstraße – Eberhardshof – Muggenhof – Stadtgrenze – Jakobinenstraße – Fürth Hauptbahnhof – Rathaus – Stadthalle – Klinikum – Hardhöhe Stand: Fahrplanwechsel Dezember 2023 | 5–7 min (montags–freitags) 3–4 min (Langwasser–Eberhardshof an Schultagen) 6–7 min (samstags) 10 min (sonn-/feiertags) |

Der Bahnhof wird von der Linie U1 (Langwasser Süd – Hardhöhe) bedient. An den Wochenenden und vor Feiertagen verkehrt hier auch die Nachtbuslinie N4 (Hauptbahnhof – Brunn).